# Hussein ibn Nasser
Hussein ibn Nasser (en arabe: حسين بن ناصر) est un homme politique jordanien. Il est premier ministre à deux reprises entre 1963 et 1967.